# Abu Taur de Huesca
Abu Tawr fue un noble musulmán miembro de los Banu Salama (en árabe: بني سلمة‎). Fue valí de Washka.
Se ha sugerido que sería hijo de Abu Tawr ibn Qasi, hijo a su vez del poderoso conde Casio. Por tanto, los Banu Salama serían una subrama de los Banu Qasi, que en el siglo VIII controlaban amplias posesiones en la Marca Superior.
En 774 Abu Taur gobernaba en Washka y apoyó a Abd al-Melek bin Umar contra Husayn, valí de Zaragoza que conspiraba con la aristocracia yemenita contra el emir omeya en al-Ándalus.
Sin embargo, en la dieta imperial de Paderborn de 777 se sumó a Sulayman ibn Yaqdhan, valí de Barcelona, ofreciendo sus dominios a Carlomagno a cambio de ayuda militar contra el emir Abd ar-Rahman I para restablecer la autoridad abasí en Al-Ándalus. Después de un ataque fallido del ejército franco contra Zaragoza en 778, la alianza terminó en fracaso con la derrota en Roncesvalles.
En 790 propuso una alianza con Luis el Piadoso.